# Кім Сін Ук
Кім Сін Ук (кор. 김신욱, нар. 14 квітня 1988, Квачхон) — південнокорейський футболіст, нападник клубу «Чонбук Хьонде Моторс» та національної збірної Південної Кореї.

## Клубна кар'єра
Починав грати в футбол в університеті Чунан. У дорослому футболі дебютував 2009 року виступами за команду клубу «Ульсан Хьонде», де дуже швидко став основним гравцем. У 2012 році допоміг команді виграти Лігу чемпіонів АФК, забивши 6 голів у турнірі. Загалом за клуб Кім Сін Ук провів сім сезонів, взявши участь у 215 матчах чемпіонату і був одним з головних бомбардирів команди, маючи середню результативність на рівні 0,38 голу за гру першості.
На початку 2016 року перейшов у «Чонбук Хьонде Моторс», з яким того ж року вдруге у своїй кар'єрі виграв Лігу чемпіонів АФК, а наступного року вперше став чемпіоном Південної Кореї. Станом на 28 червня 2018 року відіграв за команду з міста Чонджу 68 матчів в національному чемпіонаті.

## Виступи за збірну
9 січня 2010 року дебютував в офіційних матчах у складі національної збірної Південної Кореї в товариській грі проти Замбії (2:4), а вже на початку наступного року поїхав з командою на Кубок Азії 2011 року у Катарі, на якому команда здобула бронзові нагороди, втім Кім зіграв лише в одній грі — програному в серії пенальті півфіналу проти Японі.
2014 року був включений до заявки збірної на тогорічний чемпіонат світу у Бразилії, зігравши на ньому у двох матчах. А вже у жовтні 2014 року він і його товариші по команді були нагороджені звільненням від військової повинності після того, як вони отримали золоту медаль на Азійських іграх 2014 року.
У 2015 і 2017 роках двічі поспіль вигравав з командою Кубок Східної Азії, при цьому на другому з турнірів, забивши 3 голи у 3 матчах, став найкращим бомбардиром турніру.
Наступного року у складі збірної був учасником чемпіонату світу 2018 року у Росії.
Наразі провів у формі головної команди країни 50 матчів, забивши 10 голів.

## Досягнення
- Володар Ліги чемпіонів АФК: 2012, 2016
- Чемпіон Південної Кореї: 2017, 2018
- Володар Кубка Китаю: 2019
- Володар Суперкубка Сінгапуру: 2022

Збірні
- Бронзовий призер Кубка Азії: 2011
- Переможець Азійських ігор: 2014
- Переможець Кубка Східної Азії: 2015, 2017